# Arcature

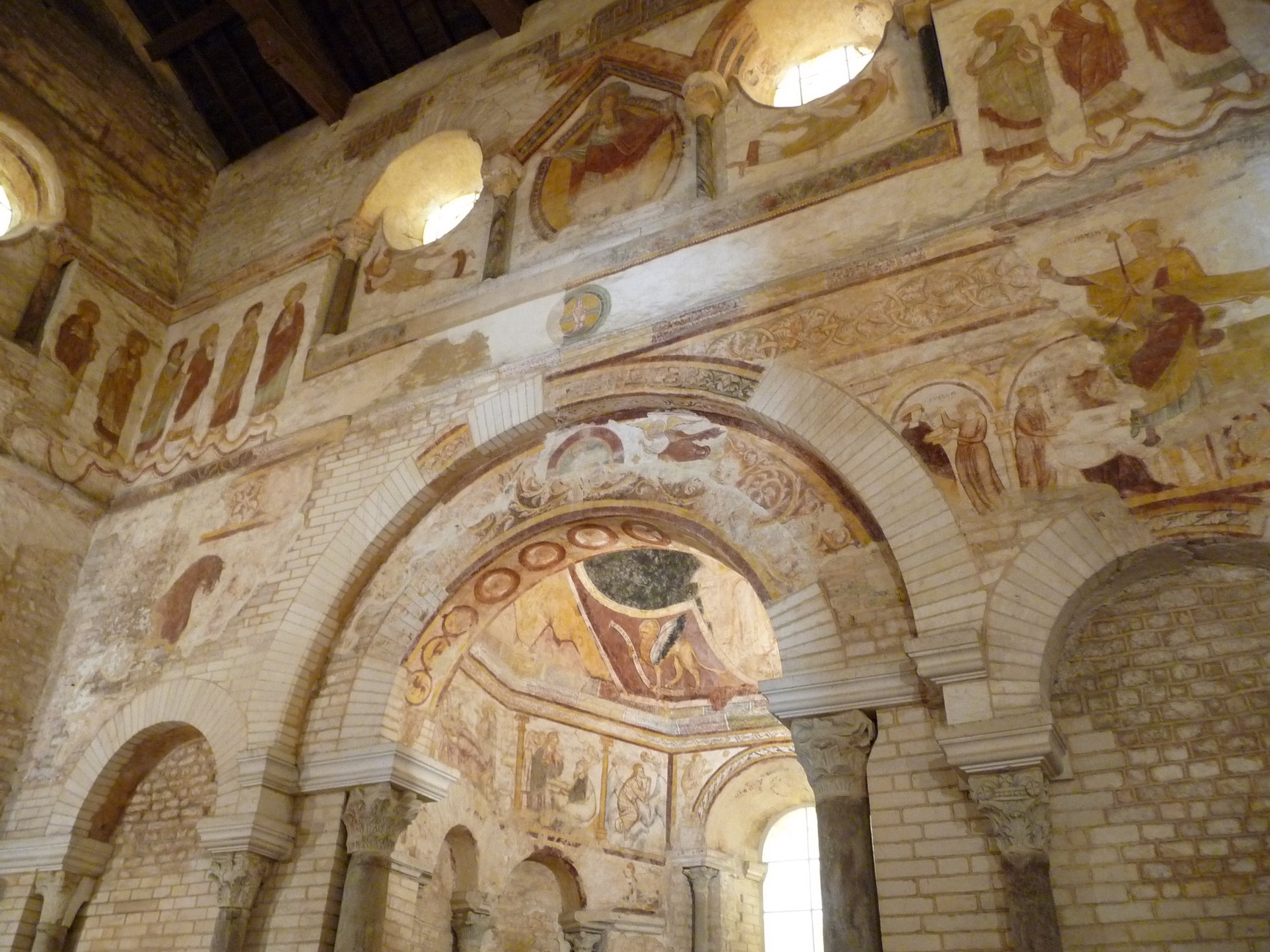
Série d'arcs d'époque mérovingienne, dans le baptistère Saint-Jean de Poitiers, VIIe siècle. Les historiens de l'art choisissent le terme d'arcature ou d'arcade selon la fonction décorative qu'ils leur attribuent.

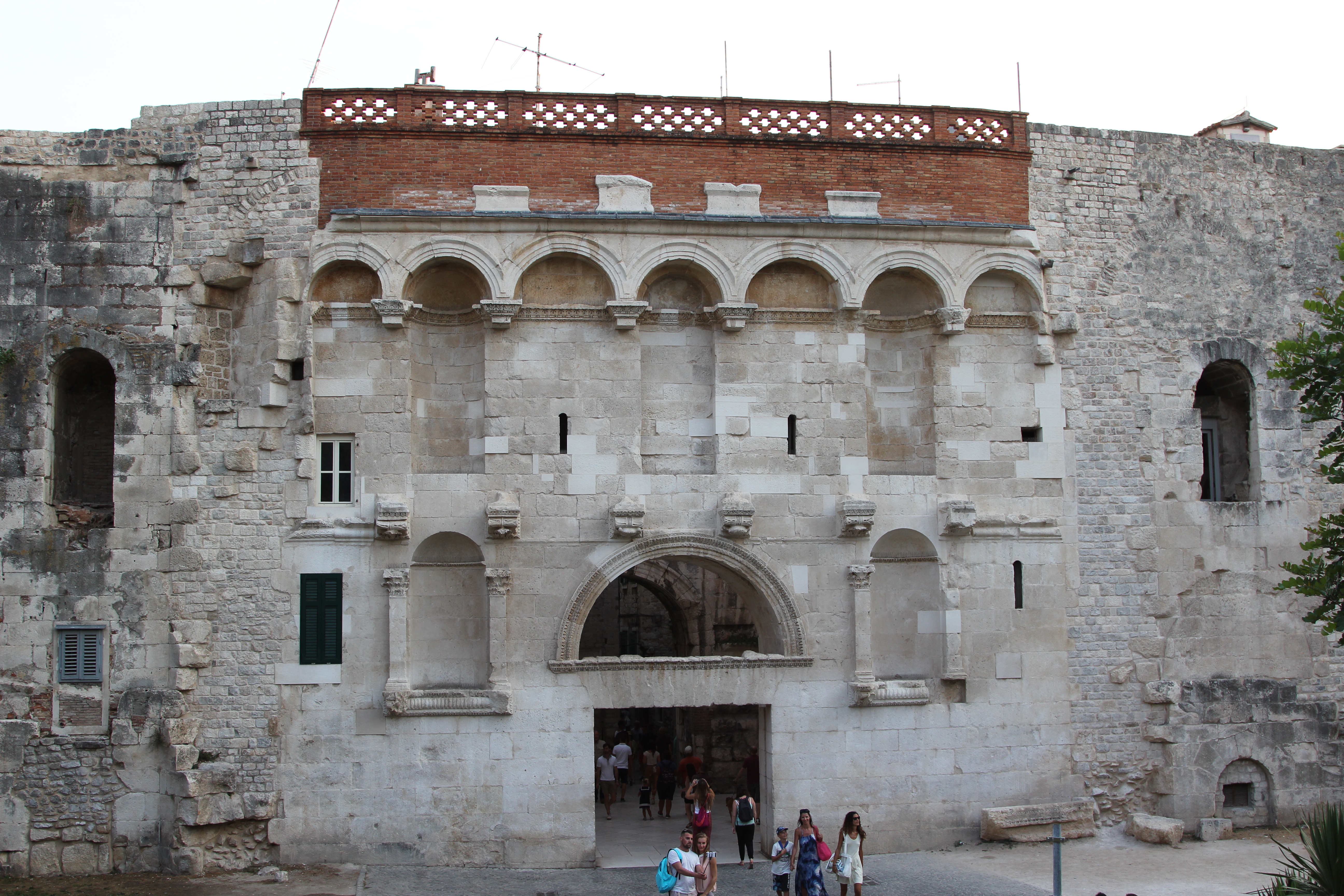
Arcature aveugle romaine antique ornant la Porte d'or du palais de Dioclétien à Split, Croatie, fin du IIIe siècle. Les colonnes de marbre et les statues ont disparu.

Une arcature est, en architecture, une série d'arcs juxtaposés, souvent de petite dimension, essentiellement décoratifs. Elle peut être « à claire-voie » ou bien « aveugle » lorsqu'il s'agit d'ouvertures simulées ou au fond muré. Elle se distingue de l'arcade constituée d'une série ordonnée d'arcs plus grands.

## Histoire
On rencontre dans certains édifices romains des rangées d'arcades aveugles ou non qui n'ont d'autre but que d'orner les murs nus. Les portes d'entrées triomphales des villes ou des grands monuments sont fréquemment ornées d'un ou deux étages d'arcatures ou de petites colonnades, aveugles ou ouvertes, au-dessus des arcs principaux formant l'entrée, comme pour la Porta Nigra de Trèves, la porte d'Arroux d'Autun ou l'entrée principale du palais de Dioclétien à Split. On en trouve les prémisses dès l'époque étrusque, qui semblent d'inspiration grecque, comme pour l'arc étrusque de Pérouse et sa petite colonnade ionique aveugle surmontée d'un arc aveugle. Les arcatures deviennent surtout fréquentes sous le Bas-Empire romain, et on les retrouve ainsi dans l'architecture paléochrétienne. 
Ce motif décoratif s'est fortement développé durant le haut Moyen Âge en Europe, particulièrement dans l'architecture mérovingienne où il acquiert une importance décorative de premier plan. L’esthétique des arcatures se transmet et reste très importante pendant les périodes des architectures carolingienne, ottonienne, romane puis gothique, dans toute l'Europe. De même, de l'architecture paléochrétienne du bassin méditerranéen et surtout de l'architecture wisigothique, les arcatures passent à l'architecture islamique où elles acquièrent une très semblable importance. On en trouve aussi dans les architectures byzantine, arménienne et russe.
Dans certaines contrées, comme en Normandie, on a beaucoup usé de l'arcature pour certains monuments du XIe siècle jusqu'à la période gothique. Les architectes ont parfois utilisé les arcatures pour décorer les façades des grandes églises sur toutes leurs surfaces apparentes. C'est particulièrement vrai pour les édifices anglo-normands d'Angleterre : la façade de la cathédrale de Peterborough en est un exemple. Des cas similaires existent en Italie, comme pour la cathédrale de Pise.
La présence d'arcatures aveugles polylobées (collégiale Saint-Pierre du Dorat dans la Haute-Vienne) parait venir d'une influence architecturale en retour du monde musulman (Grenade, Cordoue), à moins que les deux ne trouvent leurs sources dans des exemples chrétiens antérieurs et aujourd'hui disparus, de l'Antiquité tardive ou du haut Moyen Âge.

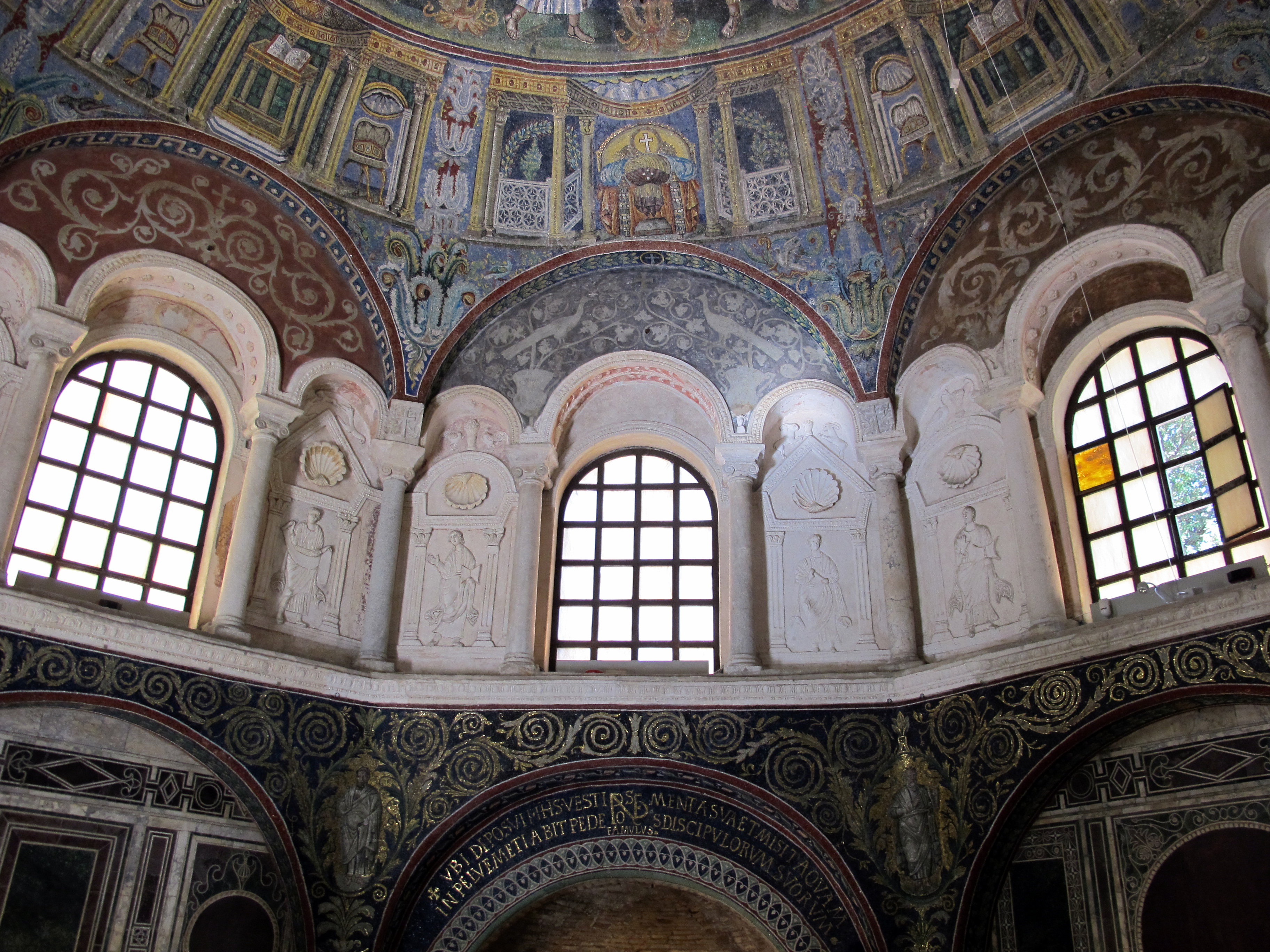
Arcatures paléochrétiennes en stuc, aveugles et percées de fenêtres, décorant l'intérieur du baptistère des Orthodoxes de Ravenne, Italie, Ve siècle.

## Différents types d'arcatures
Il existe différents types d'arcatures : les arcatures de rez-de-chaussée, les arcatures de couronnement et les arcatures-ornements.

### Arcatures de rez-de-chaussée
Les arcatures de ce type sont souvent placées, dans l'architecture française, à l'intérieur ou sous les appuis des fenêtres basses, et forment une série de petites arcades aveugles entre le sol et ces appuis. Les grandes salles, les bas-côtés des églises, les chapelles, sont presque toujours tapissés dans leurs soubassements par une suite d'arcatures peu saillantes, portées par des pilastres ou des colonnettes détachés, reposant sur un banc ou un socle de pierre continu.

### Arcatures de couronnement

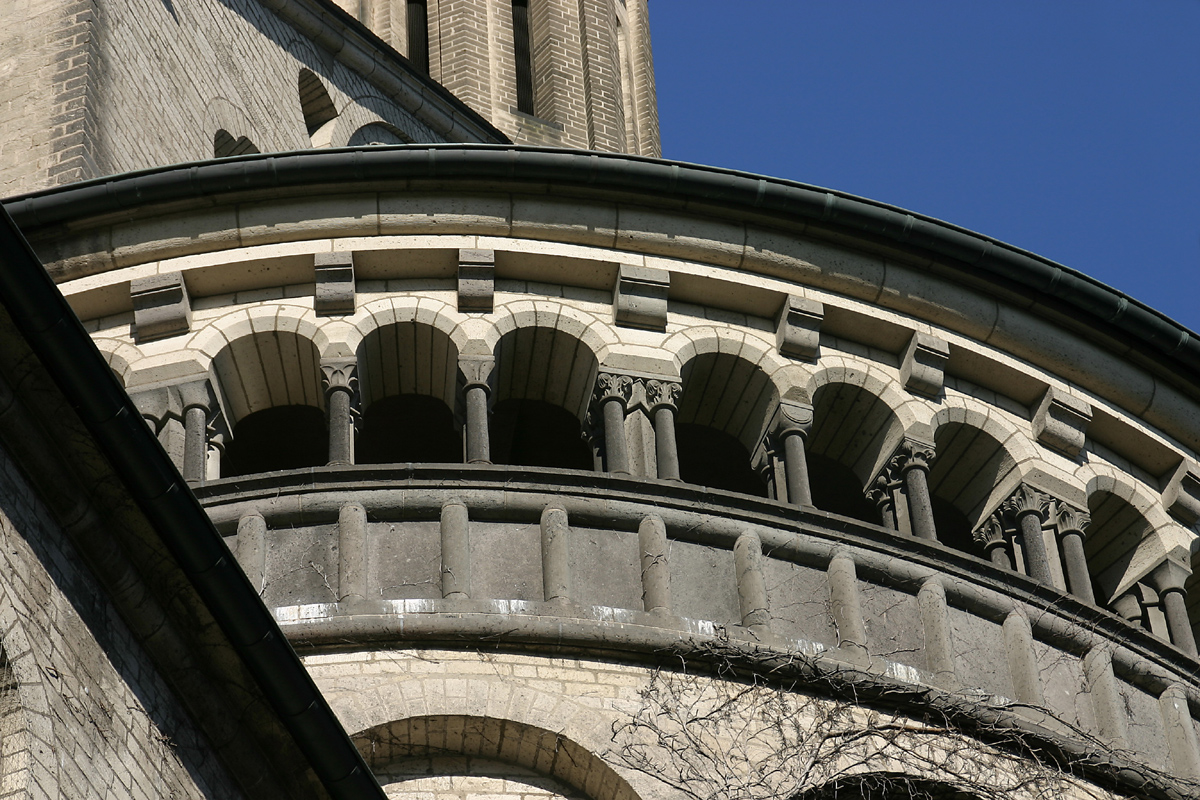
Arcature à claire-voie au haut de l'abside de l'église Saint-Martin de Cologne.

Dans quelques églises romanes, particulièrement celles élevées sur les bords du Rhin, on avait eu l'idée d'éclairer les charpentes au-dessus des voûtes en berceau, au moyen d'une suite d'arcatures à jour, formant des galeries basses sous les corniches. Les voutes en berceau des nefs ou celles en cul-de-four des absides laissaient entre leurs reins et le niveau de la corniche convenablement élevée pour laisser passer les entraits des charpentes au-dessus de l'extrados, un mur nu qui était d'un aspect désagréable, et qui de plus était d'une grande pesanteur (cf. illustration).
Soit la coupe d'une voûte en berceau plein cintre ou en cul-de-four, les fenêtres ne pouvaient se cintrer au-dessus de la naissance A des voûtes, à moins d'admettre des pénétrations, ce qui était hors d'usage ; il restait donc de A en B niveau de la corniche, une élévation de mur commandée par la pose de la charpente ; on perça ce mur en C par une galerie à jour ou fermée par un mur mince, destinée alors soit à donner de l'air sous les combles, soit à former comme un chemin de ronde allégeant les constructions inférieures.
Cette disposition, inspirée par un calcul de constructeur, devint un motif de décoration dans quelques monuments religieux en France.

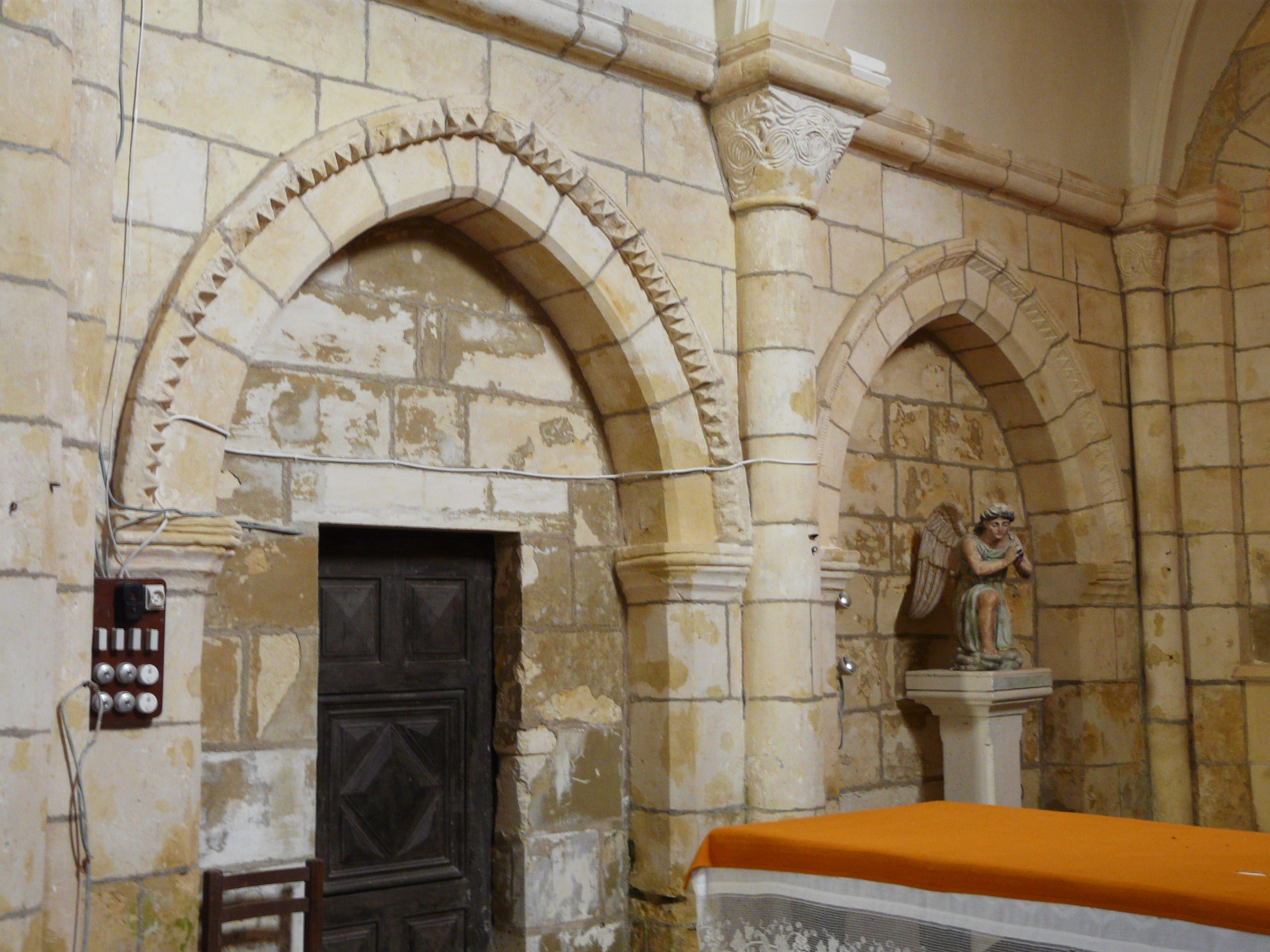
Arcature aveugle dans l'église Notre-Dame-de-la-Nativité, à Beaupouyet (Dordogne).

### Arcatures-ornements
Ces arcatures se rencontrent fréquemment dans les soubassements des ébrasements des portails des églises et sont alors une simple décoration.
Les arcatures précédemment citées sont bâties et font presque toujours partie de la construction ; leurs arcs sont composés de claveaux et forment autant d'arcs de décharge portés sur des colonnes monolithes, tandis que les arcatures de socle sont la plupart du temps évidées dans des blocs de pierre.